# Tataka bebedja
Tataka bebedja är en insektsart som beskrevs av Irena Dworakowska 1979. Tataka bebedja ingår i släktet Tataka och familjen dvärgstritar. Inga underarter finns listade i Catalogue of Life.